# Stiphropus minutus
Stiphropus minutus är en spindelart som beskrevs av Roger de Lessert 1943. Stiphropus minutus ingår i släktet Stiphropus och familjen krabbspindlar.
Artens utbredningsområde är Kongo. Inga underarter finns listade i Catalogue of Life.